# Marco Pezzaiuoli
Marco Pezzaiuoli est un footballeur allemand, reconverti entraîneur de football, né le 16 novembre 1968 à Mannheim.

## Palmarès
- Vainqueur du championnat d'Europe des moins de 17 ans en 2009 avec l'équipe d'Allemagne des moins de 17 ans